# Karaeng Pattingalloang
Karaeng Pattingalloang' (1600-1654) était un premier ministre du royaume de Gowa dans le sud de Célèbes en Indonésie. 
Pattingalloang était le deuxième fils de Karaeng Matoaya (c.1573-1636), souverain du royaume de Tallo et également premier ministre de Gowa. Pattinggalloang a succédé à son père au poste de ministre en chef de 1639 jusqu'à sa mort. 
Le jeune Pattingalloang a dû être en partie éduqué par des Portugais, qui constituaient la plus grande communauté européenne de Gowa, car il parlait le portugais "aussi couramment que les habitants de Lisbonne-même". Il a compilé une importante bibliothèque de livres européens en portugais, espagnol et latin, ainsi qu'en malais, et a parrainé (ou peut-être effectué lui-même) un certain nombre de traductions de manuels militaires en makassar. Il a peut-être été le premier Asiatique du Sud-Est à comprendre l’importance des mathématiques dans les réalisations scientifiques et militaires européennes. Le jésuite français Alexandre de Rhodes l'a déclaré "extrêmement sage et sensé". Il "avait lu avec curiosité toutes les chroniques de nos rois d'Europe. Il avait toujours en main des livres, en particulier ceux traitant des mathématiques, dans lesquels il était très versé.". 
Pattingalloang harcelait les navires de passage à Gowa pour obtenir des livres et des objets rares. En 1644, il envoie une cargaison de bois de santal à Batavia, le siège de la VOC, en paiement d'un grand globe terrestre illustrant les dernières découvertes européennes, avec des descriptions non pas en néerlandais mais en espagnol, portugais ou latin. La satisfaction de cette commande a demandé de nombreuses années aux cartographes les plus éminents d'Amsterdam. Une fois terminé, ce fut l’un des plus grands globes de ce genre jamais fabriqué et inspira d’autres globes extravagants pour les familles royales. Le globe destiné à l'Europe n'est arrivé qu'après sa mort et n'a pas été apprécié par ses successeurs. 
Pattingalloang dirigea habilement son pays entre querelles d’Européens et musulmans, s'opposant  aux prétentions de la VOC à un monopole en maintenant son port ouvert à tous. Ce n'est qu'après sa mort que Makassar est tombé face à une alliance des Bugis et de la VOC. Même un de ses adversaires néerlandais a reconnu qu'il était "un homme de connaissances, de science et de compréhension." 